# Alexander Ehl
Alexander Ehl (* 28. November 1999 in Landshut) ist ein deutscher Eishockeyspieler, der seit Juli 2025 bei den Adler Mannheim aus der Deutschen Eishockey Liga (DEL) unter Vertrag steht und dort auf der Position des rechten Flügelstürmers spielt. Zuvor war Ehl bereits für die Düsseldorfer EG in der DEL aktiv. Mit der deutschen Nationalmannschaft gewann er bei der Weltmeisterschaft 2023 die Silbermedaille.

## Karriere

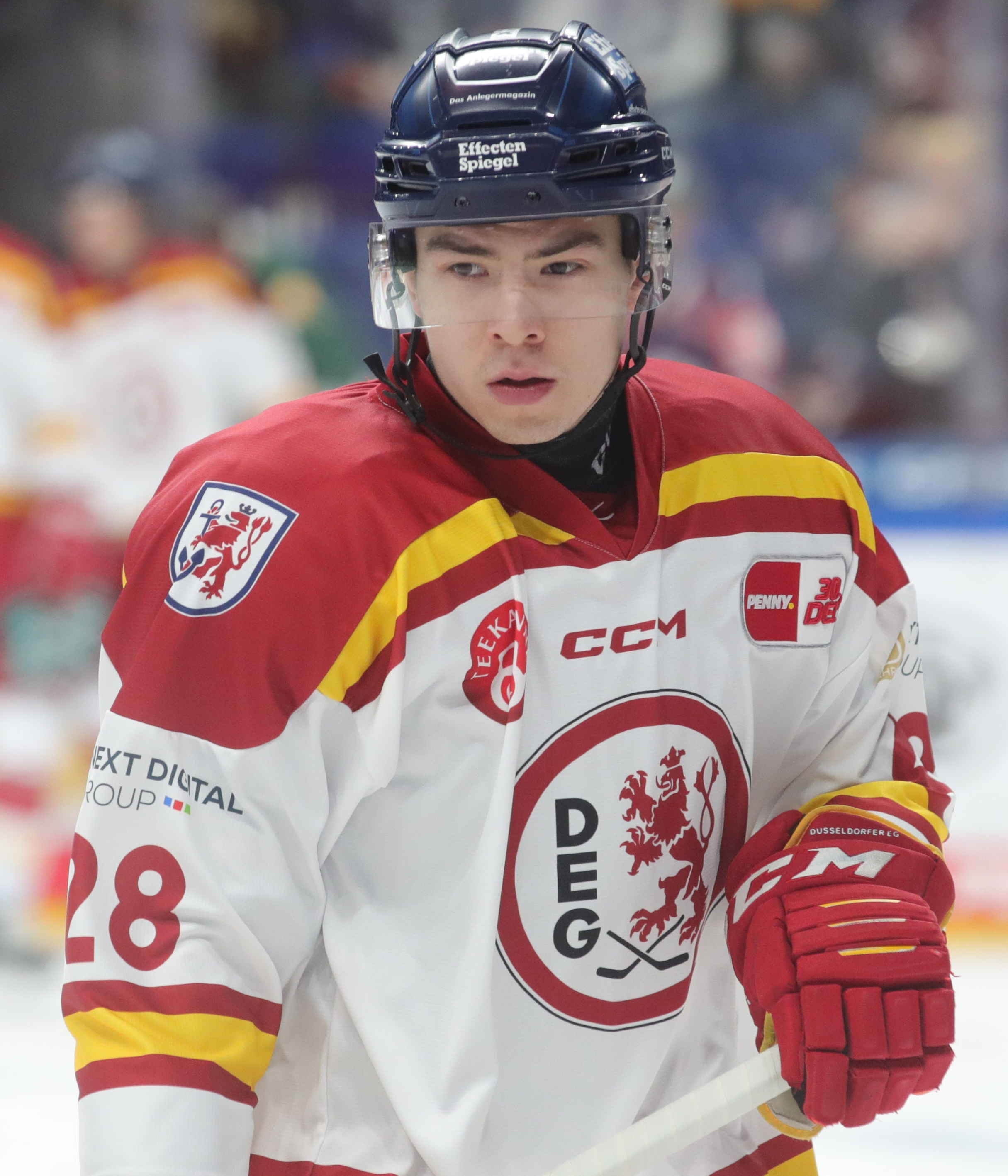
Ehl im Trikot der Düsseldorfer EG (2024)

Alexander Ehl durchlief alle Nachwuchsmannschaften des EV Landshut. Bereits im Alter von 15 Jahren spielte er für die DNL2-Mannschaft des Vereins und wurde ein Jahr später einer der Leistungsträger der DNL-Mannschaft. In der folgenden Saison lief er für die erste Mannschaft des EVL in der drittklassigen Oberliga auf und erzielte in 41 Spielen 38 Punkte, davon 16 Tore und 22 Assists. Am Ende der Saison 2018/19 gewann er mit Landshut die Oberliga-Meisterschaft und stieg in die DEL2 auf. Dabei gehörte er mit 18 Punkten in 15 Playoff-Spielen zu den Leistungsträgern des EVL. Nach diesem Erfolg wurde er für drei Jahre von der Düsseldorfer EG verpflichtet, verbrachte den Großteil der Saison jedoch weiter beim EV Landshut in der DEL2. In 52 DEL2-Einsätzen erzielte er 14 Tore und bereitete 17 weitere vor.
In der Saison 2020/21, seiner ersten vollständigen DEL-Saison, gehörte er ligaweit zu den statistisch besten U22-Spielern und spielte oft in einer der beiden Top-Angriffsreihen zusammen mit Alexander Barta. Zudem kam er auch in Über- und Unterzahlsituationen zum Einsatz. In den Spielzeiten 2021/22 und 2022/23 erreichte er mit der DEG jeweils das Playoff-Viertelfinale, verpasste jedoch in der Folgesaison 2023/24 selbige. Am Ende der Spielzeit 2024/25 stieg Ehl mit der DEG in die DEL2 ab. Der Stürmer wechselte daraufhin innerhalb der DEL zu den Adler Mannheim, wo er einen Dreijahresvertrag unterschrieb.

### International

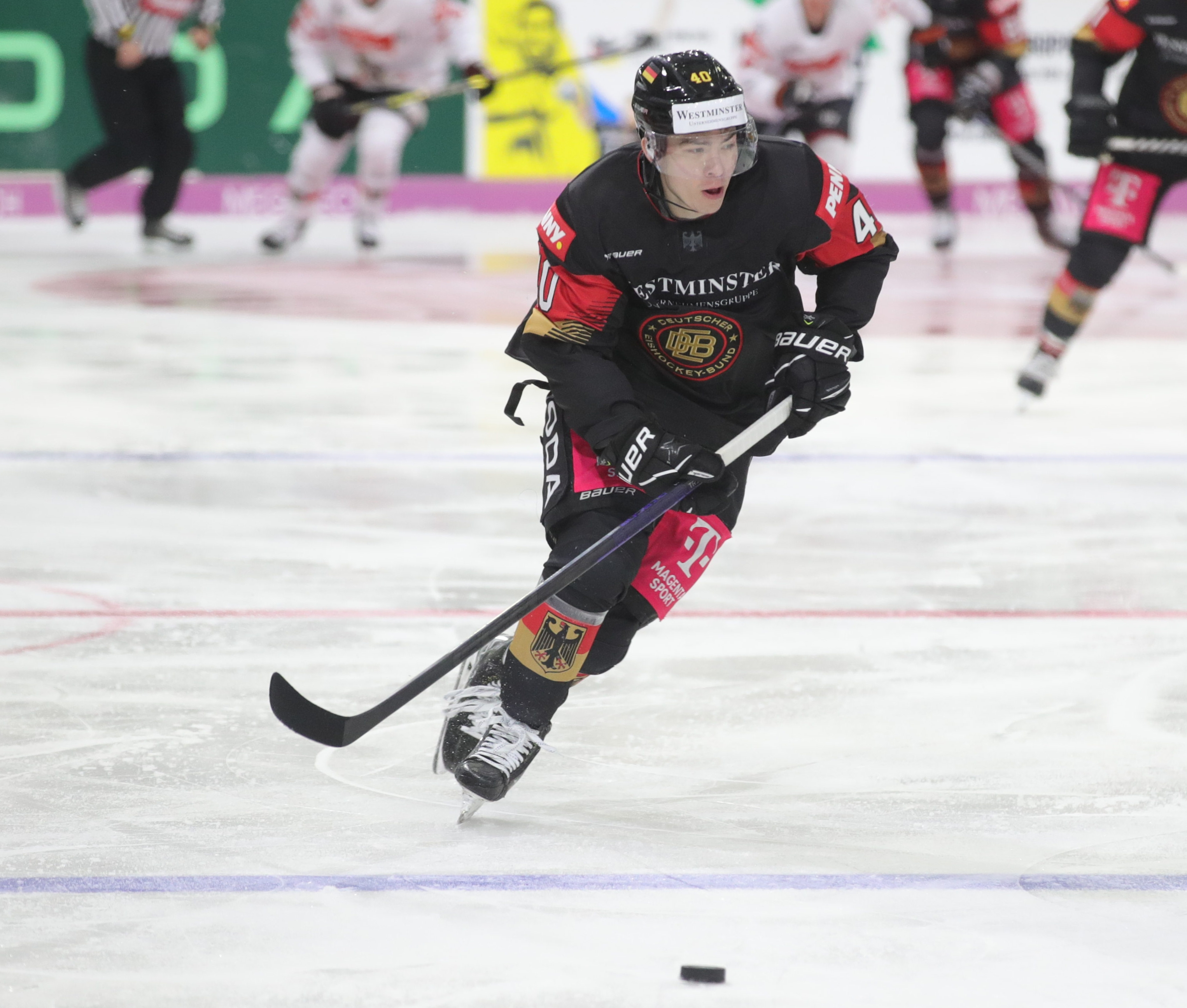
Ehl als Spieler der deutschen Nationalmannschaft (2023)

Im Jahr 2017 bestritt Ehl seine erste Weltmeisterschaft, als er mit dem U18-Nationalteam bei der U18-Junioren-Weltmeisterschaft 2017 der Division IA spielte, drei Vorlagen in fünf Spielen erzielte und als Assistenzkapitän agierte. Auf U20-Niveau nahm er mit der deutschen U20-Auswahl an der U20-Junioren-Weltmeisterschaft 2019 der Division IA teil. Dabei gelang der U20-Auswahl der Aufstieg in die Top-Division.
Im Frühjahr 2021 nominierte ihn Toni Söderholm erstmals für die  A-Nationalmannschaft und absolvierte zwei Länderspiele gegen die Slowakei. Ein Jahr später schaffte er es in den Kader für die Weltmeisterschaft 2022, bei der er mit dem Nationalteam den siebten Platz belegte und sein erstes WM-Tor erzielte. Wiederum ein Jahr später, bei der Weltmeisterschaft 2023, erreichte das Team das Finale um die Goldmedaille, unterlag in diesem gegen Kanada und gewann die Silbermedaille. Ehl trug zu diesem Erfolg je zwei Tore und Vorlagen bei und gehörte auch bei den Weltmeisterschaften der folgenden Jahre – 2024 und 2025 – zum Aufgebot. Darüber hinaus kam er bei den Austragungen des Deutschland Cups der Jahre 2021, 2022 und 2023 zum Einsatz.

## Erfolge und Auszeichnungen
- 2018 Rookie des Jahres der Oberliga Süd
- 2019 Oberliga-Meister und Aufstieg in die DEL2 mit dem EV Landshut

### International
- 2019 Aufstieg in die Top-Division bei der U20-Junioren-Weltmeisterschaft der Division IA
- 2023 Silbermedaille bei der Weltmeisterschaft

## Karrierestatistik
Stand: Ende der Saison 2024/25

### International
Vertrat Deutschland bei:
| - U18-Junioren-Weltmeisterschaft der Division IA 2017 - U20-Junioren-Weltmeisterschaft der Division IA 2019 - Weltmeisterschaft 2022 | - Weltmeisterschaft 2023 - Weltmeisterschaft 2024 - Weltmeisterschaft 2025 |

(Legende zur Spielerstatistik: Sp oder GP = absolvierte Spiele; T oder G = erzielte Tore; V oder A = erzielte Assists; Pkt oder Pts = erzielte Scorerpunkte; SM oder PIM = erhaltene Strafminuten; +/− = Plus/Minus-Bilanz; PP = erzielte Überzahltore; SH = erzielte Unterzahltore; GW = erzielte Siegtore; 1 Play-downs/Relegation; Kursiv: Statistik nicht vollständig)